# Зона территориального развития
Зона территориального развития - часть территории субъекта Российской Федерации, на которой для ускорения социально-экономического развития региона путем формирования благоприятных условий для привлечения инвестиций в его экономику резидентам зоны территориального развития предоставляются меры государственной поддержки. 
В ЗТР устанавливается особый правовой режим, направленный на привлечение инвестиций и развития предпринимательства.
Целью функционирования данных зон является ускорение роста социально-экономического потенциала регионов.
Правовое регулирование осуществляется в соответствии с Федеральным законом «О зонах территориального развития в Российской Федерации и о внесении изменений в отдельные законодательные акты Российской Федерации», который вступил в силу с 5 января 2012 года.

## Особенности зон территориального развития
- Могут быть созданы только в субъектах РФ, определённых Постановлением Правительства РФ (по состоянию на 2022 год в нём находятся 20 субъектов РФ[2]).
- Создаются на основании Постановления Правительства РФ. С соответствующим предложением может обратиться региональный высший исполнительный орган власти (ст. 7 Закона). Конкретные условия функционирования ЗТР устанавливается соглашением между федеральным Правительством и исполнительными органами власти субъекта РФ, органами местного самоуправления.
- ЗТР создаются на территории муниципальных районов или городских округов, которые могут не иметь общей границы. Нельзя создавать зоны территориального развития на территории нескольких субъектов федерации или в местах традиционного природопользования коренных малочисленных народов Севера, Сибири и Дальнего Востока.
- Срок функционирования зоны территориального развития - 12 лет.
- Управление осуществляется Министерством экономического развития РФ, органом исполнительной власти субъекта федерации и администрацией ЗТР.
- Закон не ограничивает виды мер поддержки резидентов. В частности; может быть создана основная инфраструктура и предоставлен земельный участок на праве аренды; могут предоставляться налоговые льготы.
- Резидентом может стать юридическое лицо или ИП, не являющееся субъектом естественной монополии. Хозяйственные общества и хозяйственные товарищества не должны иметь в уставном (складочном) капитале акций (долей) Российской Федерации, субъектов РФ или муниципальных образований.
- Часть 8 ст. 11 Закона ограничивает виды деятельности, которыми может заниматься резидент ЗТР. К примеру, резиденты не вправе осуществлять добычу полезных ископаемых; оптовую и розничную торговлю.